# اورسولا هولز
اورسولا هولز (انگلیسی: Ursula Howells; ۱۷ سپتامبر ۱۹۲۲ – ۱۶ اکتبر ۲۰۰۵) هنرپیشه اهل انگلستان بود.
وی بازیگر فیلم‌هایی همچون ۸۰٬۰۰۰ مظنون و خانه وحشت دکتر ترور بوده‌است.